# Museu Carlos Gomes
O Museu Carlos Gomes é um museu localizado no município de Campinas e criado em 1956, com o objetivo de reunir documentos e objetos pertencentes ao maestro e compositor campineiro Antônio Carlos Gomes (1836-1896), que se localiza no mesmo prédio onde estão a Pinacoteca do Centro de Ciências, Letras e Artes e o Museu Campos Sales.

## Acervo
Esse museu possui um grande arquivo musical composto por diversas coleções de manuscritos e impressos de música erudita e de música popular, indo da primeira metade do século XIX até meados do século XX, totalizando aproximadamente 3.000 obras. Também possui uma extensa bibliografia sobre o compositor e suas obras, bem como libretos de óperas.

### Subdivisões
- Coleção Carlos Gomes: composta pelas obras do compositor;
- Coleção Manuel José Gomes: formada por manuscritos juntados e referentes à vida e à obra de Manuel José Gomes (1792-1868) e José Pedro Sant'Anna Gomes (1834-1908), que tiveram papel de relevo na vida musical de Campinas.